# Bomb in a Birdcage
Bomb in a Birdcage è il secondo album in studio della cantautrice statunitense A Fine Frenzy, pubblicato nel 2009.

## Tracce
Tutte le tracce sono di Alison Sudol tranne dove indicato.
1. What I Wouldn't Do – 2:57
2. New Heights – 4:12 (Sudol, Jesse Siebenberg)
3. Electric Twist – 4:31
4. Blow Away – 4:09 (Sudol, Lukas Burton)
5. Happier – 3:30 (Sudol, Burton)
6. Swan Song – 3:43
7. Elements – 3:24
8. The World Without – 4:15 (Sudol, Burton)
9. Bird of the Summer – 3:18
10. Stood Up – 4:48 (Sudol, Burton)
11. The Beacon – 3:22

## Classifiche
| Classifica (2009)           | Posizione raggiunta |
| --------------------------- | ------------------- |
| Stati Uniti (Billboard 200) | 28                  |